# Bailleau-Armenonville
Bailleau-Armenonville è un comune francese di 1 388 abitanti situato nel dipartimento dell'Eure-et-Loir nella regione del Centro-Valle della Loira.

## Geografia
Il comune si trova tra Chartres (18 km) e Rambouillet (22 km). Dal 1º gennaio 2024, Bailleau-Armenonville è classificato come comune rurale a insediamento sparso, secondo la nuova griglia comunale di densità a 7 livelli definita dall'INSEE nel 2022. Fa parte dell'unità urbana di Gallardon, un'agglomerazione intradipartimentale di cui è un comune suburbano. Inoltre, il comune appartiene all'area di attrazione di Parigi, di cui è una località appartenente alla corona urbana.

## Società

### Evoluzione demografica
Abitanti censiti